# Болдуин (Флорида)
Болдуин (англ. Baldwin) — небольшой город (таун), расположенный в округе Дувол (штат Флорида, США) с населением в 1634 человека по статистическим данным переписи 2000 года.
Основан в 1846 под названием Тигпен (англ. Thigpen).
1 октября 1968 года администрация округа Дувол была объединена с администрацией города Джэксонвилл, однако Болдуин, не включённый в его муниципалитет, сохранил местное самоуправление.

## География
По данным Бюро переписи населения США Болдуин имеет общую площадь в 5,44 квадратных километров, водных ресурсов в черте населённого пункта не имеется.
Болдуин расположен на высоте 26 м над уровнем моря.

## Демография
По данным переписи населения 2000 года в Болдуинe проживало 1634 человека, 432 семьи, насчитывалось 628 домашних хозяйств и 702 жилых дома. Средняя плотность населения составляла около 300,37 человека на один квадратный километр. Расовый состав населённого пункта распределился следующим образом: 67,07 % белых, 30,91 % — чёрных или афроамериканцев, 0,18 % — коренных американцев, 0,86 % — азиатов, 0,06 % — выходцев с тихоокеанских островов, 0,86 % — представителей смешанных рас, 0,06 % — других народностей. Испаноговорящие составили 0,80 % от всех жителей.
Из 628 домашних хозяйств в 35,2 % воспитывали детей в возрасте до 18 лет, 41,2 % представляли собой совместно проживающие супружеские пары, в 22,5 % семей женщины проживали без мужей, 31,2 % не имели семей. 27,5 % от общего числа семей на момент переписи жили самостоятельно, при этом 8,6 % составили одинокие пожилые люди в возрасте 65 лет и старше. Средний размер домашнего хозяйства составил 2,60 человек, а средний размер семьи — 3,16 человек.
Население города по возрастному диапазону по данным переписи 2000 года распределилось следующим образом: 29,3 % — жители младше 18 лет, 10,2 % — между 18 и 24 годами, 27,4 % — от 25 до 44 лет, 22,3 % — от 45 до 64 лет и 10,7 % — в возрасте 65 лет и старше. Средний возраст жителей составил 34 года. На каждые 100 женщин в Болдуинe приходилось 86,7 мужчин, при этом на каждые сто женщин 18 лет и старше приходилось 82,5 мужчин также старше 18 лет.
Средний доход на одно домашнее хозяйство составил 28 603 доллара США, а средний доход на одну семью — 31 023 доллара. При этом мужчины имели средний доход в 28 350 долларов США в год против 23 056 долларов среднегодового дохода у женщин. Доход на душу населения составил 28 603 доллара в год. 17,6 % от всего числа семей в населённом пункте и 17,7 % от всей численности населения находилось на момент переписи населения за чертой бедности, при этом 24,8 % из них были моложе 18 лет и 12,9 % — в возрасте 65 лет и старше.